# Silene acutifolia
Silene acutifolia é uma espécie de planta com flor pertencente à família Caryophyllaceae.
A autoridade científica da espécie é Link ex Rohrb., tendo sido publicada em Monogr. Silene 141. 1869.

## Portugal
Trata-se de uma espécie presente no território português, nomeadamente em Portugal Continental.
Em termos de naturalidade é um endemismo da Península Ibérica.

## Protecção
Não se encontra protegida por legislação portuguesa ou da Comunidade Europeia.